# Mohamed Selim el-Aoua
Mohamed Selim al-Aoua (en arabe: محمد سليم العوا ), né en 1942, est un penseur islamique, spécialiste de droit constitutionnel égyptien ancien secrétaire général de l’Union mondiale des universitaires musulmans (International Union for Muslim Scholars) et secrétaire général de l’Egyptian Association for Culture and Dialogue. 
Il étudie le droit islamique (usul al-fiqh / أصول الفقه  / uṣūlu ʾl-fiqh) à l'université d'Alexandrie, puis poursuit ses études à l'étranger, étant donné ses liens avec les Frères musulmans : ce sera à la School of Oriental and African Studies (SOAS) de l'université de Londres. Son doctorat est une étude comparée des droits islamique et anglo-saxon.
En 1985, il retourne en Égypte et enseigne à l'université de Zagazig.
En 2005, il aurait joué un rôle central dans l'accord avec le régime de Moubarak pour autoriser des candidats soutenus par les Frères musulmans à être éligibles aux élections législatives et à obtenir, au total, 88 sièges.
Après les événements de la Révolution égyptienne de janvier 2011, il se présente officiellement le 14 juin à l'élection présidentielle égyptienne de 2012 pour remplacer Hosni Moubarak en face, notamment d'un autre islamiste modéré, Abdel Moneim Aboul Fotouh , de Mohamed El Baradei ou d'Amr Moussa. Il apparaît en quatrième position dans les sondages 
Il s'oppose, comme tous les leaders de parti islamique, aux propositions des libéraux d'édicter des principes supraconstitutionnels avant les élections qui garantiraient notamment une constitution laïque.

## Positions
El-Aoua représente la tendance majoritaire de l'islamisme.

## Œuvres
- On the Political System of the Islamic State, American Trust Publications.
- Punishment in Islamic Law - A Comparative Study, American Trust Publications, Indianapolis 1993,  (ISBN 0-89259-142-0).
- Religion and Political Structures - An Islamic Viewpoint, Birmingham 1999.